# La pena máxima (película de 2022)
La pena máxima es una película de suspenso político peruana de 2022 dirigida y producida por Michel Gómez, quien vuelve a dirigir un largometraje después de pasar muchos años produciendo telenovelas para la televisión. La película está basada en el libro homónimo del autor Santiago Roncagliolo, quien además adaptó su propia novela, ambientada en el año 1978 durante la Copa Mundial de Argentina, en plena dictadura militar, una compleja y peligrosa red de operativos desaparece gente por toda la ciudad y solo un joven e inocente trabajador del Palacio de Justicia se atreve a investigarlo.

## Sinopsis
Un hombre es asesinado en Lima durante la Copa Mundial de Fútbol Argentina 78. Félix Chacaltana, un empleado administrativo del gobierno, investiga el asesinato y descubre una red internacional de secuestros, desapariciones y torturas. Félix también comienza a descubrir la vida secreta del país. Aunque aparentemente, el Perú está a punto de volver a la democracia, opositores peruanos y perseguidos argentinos comienzan a desaparecer en operativos militares por toda la ciudad. Félix intenta denunciarlo, pero nadie le cree. O quizá a nadie le importa porque hay un mundial. Félix no lo sabe, pero está a punto de perder la virginidad sexual, política e incluso futbolística.

## Reparto
- Emanuel Soriano como Félix Chacaltana Saldívar.
- Fiorella Pennano como Cecilia (Novia de Félix).
- Augusto Mazzarelli como Gonzalo.
- Denisse Dibós como Susana (Esposa del Almirante Carmona)
- Javier Valdés como Almirante Carmona.
- Ismael Contreras como Jefe de Archivo.
- Úrsula Mármol como Madre de Félix.
- Alfonso Dibós
- Fernando Luque como Daniel
- Josue Cohello como Ramiro Huaringa
- Sergio Paris como Cóndor, agente de la SIDE y de la ESMA, durante la última dictadura cívico-militar argentina.

## Producción
Este proyecto cinematográfico obtuvo el primer lugar en el Concurso Nacional de Largometraje del Perú en el 2018, el cual se entregó a través de la Dirección del Audiovisual, la Fonografía y los Nuevos Medios (DAFO) del Ministerio de Cultura. Cabe señalar además que el largometraje se presentó en los screening del mercado de películas del Festival de Cannes en el mes de mayo de 2022.

## Estreno

### Día de estreno
El 21 de junio se reveló un tráiler del filme, recibiendo varias críticas positivas por parte del público en general en redes sociales como Facebook y YouTube. Se estrenó el 25 de agosto de 2022.

### Número de salas y espectadores
Estuvo disponible en 39 salas de cine en las cuales se proyecto el filme, tanto en Lima como en provincias, pero al pasar las semanas el número se redujo drásticamente a solo 7 salas, según cifras fue vista por 10385 personas, durante el mes de septiembre en el que estuvo disponible en cartelera comercial.

## Recepción
La crítica la considera una película cumplidora que no es ni muy buena ni muy mala o en maneras más simples una película genérica y aburrida que se pone algo interesante al tercer acto de su metraje. También es muy criticada porque no menciona casi nada a Estados Unidos, siendo este el principal país creador e implementador del Plan Cóndor en Latinoamérica.